# 마리아를 경배하며
마리아를 경배하며(타히티어: Ia Orana Maria, 영어: Hail Mary, 프랑스어: Je vous salue Marie)는 프랑스 인상주의 화가 고갱이 1891년 그린 그림이다. 이 그림은 고갱의 유일한 종교적인 그림으로 성모자상을 타히티 섬의 원주민들로 표현한 것이다. 
이 작품에서 풍요로운 숲속에 서있는 붉은색 옷의 여인은 성모 마리아, 무등을 탄 아이는 아기 예수, 왼쪽 끝에서부터 노란색 날개를 가진 천사와 성모 마리아를 경배하는 타히티 여인들이 서있다. 후광이나 천사들이 성모를 마중하는 전체적인 구도는 전통적인 기독교 상을 따르고 있지만 성모 마리아를 향한 이들은 서구식의 기도가 아닌 양손을 맞잡는 타히티 식 기도를 하고 있고 앞쪽의 제단에 놓인 제물들도 타히티 섬의 야생 과일들로 이루어져 있다.